# Faray
Ne doit pas être confondu avec Fara.
Pour l’article homonyme, voir Marie-Claire Faray.
Faray est une île du Royaume-Uni située en Écosse dans l'archipel des Orcades entre Eday et Westray. Elle est inhabitée depuis 1940.
Faray était connu comme Pharay (ou Nord Pharay pour le distinguer du Sud Pharay, maintenant appelé Fara). Les deux noms sont dérivés du vieux norrois « faerey » (l'île des moutons).
Faray avait 82 habitants en 1861, tombant à 58 en 1891. À la fin des années 1930, il y avait huit familles vivant sur l'île, vivant sur des crofts et complétant leurs revenus par la pêche au homard.
L'île est maintenant peuplée par des moutons, des oiseaux marins et les phoques gris.

## Référence
- (en) Cet article est partiellement ou en totalité issu de l’article de Wikipédia en anglais intitulé « Faray » (voir la liste des auteurs).